# Двоспратни аутобус
Двоспратни аутобус (транслит.) је аутобус на два спрата. Црвени двоспратни аутобуси су коришћени за масивни транспорт у Уједињеном Краљевству. Ови аутобуси се користе и у другим градовима Европе, Азије, бившим британским колонијама и протекторатима као што су Хонгконг, Сингапур, Индонезија, Малезија и Канада.
Ова врста аутобуса користи се чешће за обилазак него за транспорт.

## По државама
Више градова има двоспратне аутобусе као део регуларног транспорта. Градови који користе овај аутобус само за разгледање су искључени.

### Европа

#### Уједињено Краљевство
Двоспратни аутобуси су у општој употреби широм Велике Британије. Постали су фаворити због мање дужине. Величина већине ових аутобуса у Великој Британији је између 9.5 метара и 11.1 метара дужине. Након 1990. појавили су се модели и од 12 метара. Двоспратне кочије су у Уједињеном Краљевству традиционалне дужине 12 метара, док су неки новији модели и по 13.75 метара. Максимална дозвољена дужина двоспратних аутобуса и кочије је 15 метара. Висина је обично 4.38 метара, док су виши модели 20 цм виши.
1941. године госпођица Филис Томсон постала је прва жена којој је дозвољено да вози двоспратни аутобус у Енглеској. Возила је за компанију Messrs. Felix Motors Ltd 
Црвени двоспратни аутобуси у Лондону постали су национални симбол Енглеске и Уједињеног Краљевства, и већина аутобуса у Лондону имају два спрата. Одмах након Другог светског рата први модели били су AEC Regent II и AEC Regent III.

#### Република Ирска
У Ирској републици већина аутобуса у околини Великог Даблина су двоспратни аутобуси. Укупно их је 936, на другом су месту, одмах иза Лондона са 942.

## Безбездност
Двоспратни аутобуси су повремено били умешани у несреће, као што је фатална несрећа септембра 2010. године, са ниским мостовима, често узрокованим заборављањем возача да вози више аутобусе. 

## У популарној култури
У Уједињеном Краљевству двоспратни аутобуси (9.5-10.9 м) се често користе као израз за описивање великих објеката. На пример, плави кит је дуг као 3 двоспратна аутобуса. Лондонски аутобус Краљ пута има чак и своју песму A Transport of Delight (1956) комичног дуета Фландерс и Свон.
У филму Хари Потер и затвореник из Аскабана, Knight Bus је заправо троспратни аутобус који магијом пролази испод мостова дизајнираних за двоспратне аутобусе.
За време летње олимпијаде 2012, чешки уметник Давид Черни је представио своју скулптуру названу London Booster. То је заправо био двоспратни аутобус који рукама налик људским ради склекове.
Двоспратни аутобус био је звезда и у ТВ серији недељом названом Here Come the Double Deckers 70-их година.

## Врсте двоспратних аутобуса
- AEC K-type
- Stallion Bus
- American Double Deckers
- AEC Q-type
- AEC Regent II
- AEC Regent III RT
- AEC Regent III
- Routemaster
- Bristol VR
- Dennis Dragon
- Daimler CV серија
- Leyland Atlantean
- Daimler/Leyland Fleetline
- MCW/Scania Metropolitan
- MCW Metroliner
- MCW Metrobus
- Leyland Titan
- Leyland Olympian
- Volvo Olympian
- Dennis Trident 2
- Dennis Trident 3
- Volvo B7TL
- Volvo B9TL
- Scania OmniDekka
- Scania OmniCity
- Alexander Dennis Enviro400
- Alexander Dennis Enviro500
- MAN Lion's City DD
- Ashok Leyland Titan
- Beulas Jewel
- Van Hool Astromega TD8/TD9/TDX series
- Neoplan Skyliner
- Neoplan Megaliner
- Neoplan Jumbocruiser
- Setra S 228 DT
- Setra S 328 DT
- Setra S 431 DT
- Ayats Bravo
- Yutong City Master